# Om Yun-chol
Om Yun-chol, född 18 november 1991 i Norra Hamgyong, är en nordkoreansk tyngdlyftare som tävlar i 56-kilosklassen. Han deltog i olympiska sommarspelen 2012 i London där han vann guld. Vid de olympiska tyngdlyftningstävlingarna i Rio de Janeiro 2016 vann han en silvermedalj.